# Бог-Творец

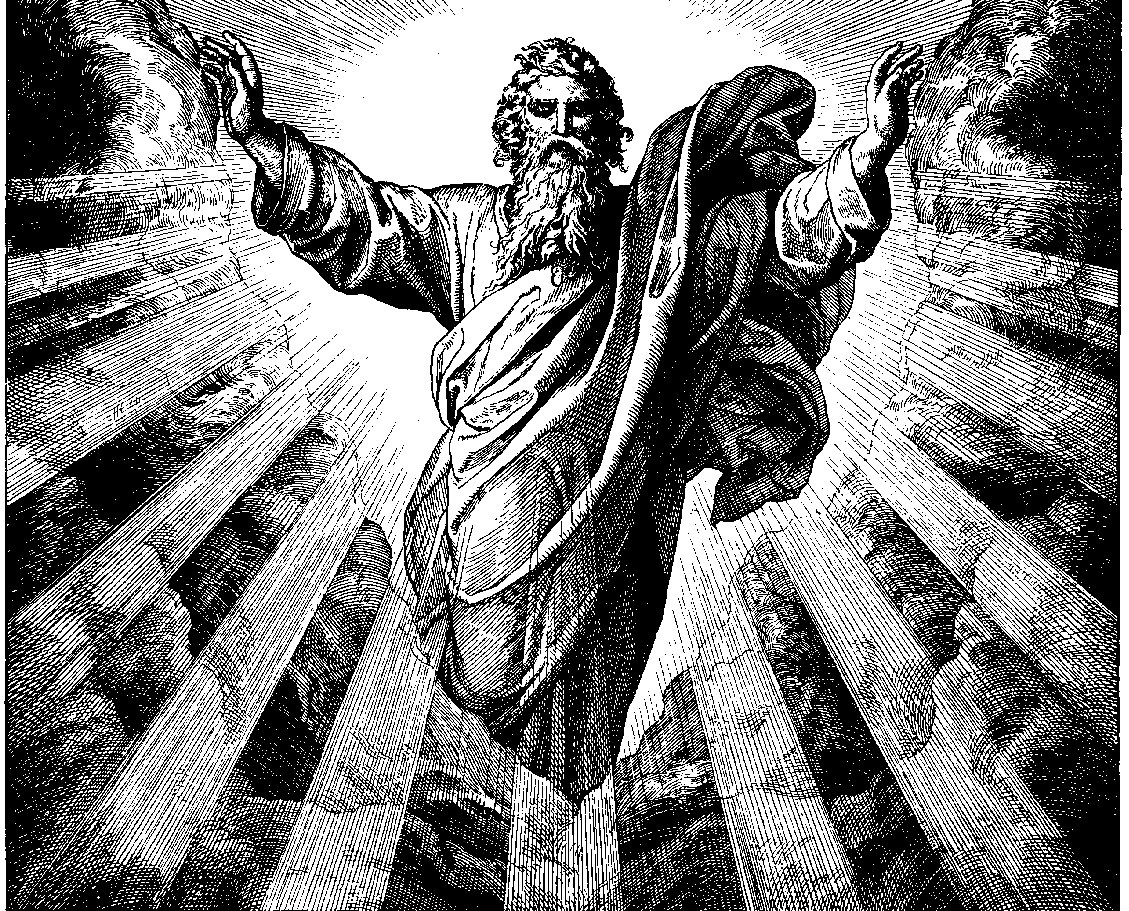
Гравюра на дереве из книги «Библия в картинках». Первый день, Бог отделяет свет от тьмы. Юлиус Шнорр фон Карольсфельд, 1860

Бог-Творец — божество или Бог, сотворивший мир, породивший его или принимавший участие в его возникновении, персонаж космогонических и антропогонических мифов.
Творец, если он присутствует в данной мифологической традиции, в качестве первого существа может обладать божественной космической природой. Мотивы, связанные с творцом, могут быть выстроены в порядке уменьшения степени космичности: «высший бог» (например, в традиции народов Огненной Земли Темаукль, или «тот, что наверху», «один на небе», создавший неба и землю); «первый бог» («праздный бог»), который сотворил мир, но в дальнейшем редко вмешивается его дела, он появился из первородного хаоса или первородного океана или нашёл сам себя, обнаружил себя в пустоте и безвидности, «делатель земли»; «космические родители», представленные небом-отцом и землёй-матерью; реже два два начала: мужское-небесное и женское-земное, которые, слившись, породили отца и мать, находящихся между небом и землёй, небо-мать и земля-отец, солнце-отец и луна-мать.
Творец может иметь имеет человеческую природу или быть более близким к человеку, чем к божеству или стоять на границе этих двух природ — демиург. К числу таких типов творца принадлежат первочеловек, культурный герой, основатель конкретной культурной традиции. Нередко встречаются мужской и женский творцы, например, Идзанаги и Идзанами в синтоизме. Творец может обладать обликом животного: ворона, койота, коровы, ящерицы, червя, гагары и др.

## Сотворение мира
Одним из самых архаичных источников образа божества являются представления о культурном герое. Этот тип мифологического персонажа и более поздний образ демиурга связаны с актами творения или устроения мира, хотя бы и на элементарном уровне. Позднейших богов также нередко представляли как «делателей», хотя, по этнографическим данным, данный компонент образа бога иногда несёт второстепенное значение. Так, в мифологии ительменов дух-ворон Кутх, творец и устроитель мира, не только не почитается, но подвергается поношению и насмешкам, потому что земля им была устроена очень плохо, например, он создал такие вещи, как горы, тайга, пропасти, вулканы. В ряде мифологических традиций считается, что бог-творец потерял интерес к созданному им миру, из-за чего молить его о чём-либо не имеет смысла. Так, многие африканские мифологии содержат образы «праздных богов». У бога-творца нет заметной роли в индейских мифологиях, либо такой персонаж отсутствует совсем.
Происхождение, создание мира описывается моделью (идеальной схемой): хаос → небо и земля → солнце, месяц, звёзды → время → растения → животные → человек → дом, утварь и т. д. В космогонических мифах формирование мира представлено как результат возникновения последовательных бинарных оппозиций: небо — земля и др., и градуальных серий предметов, в которых постепенно возрастает или уменьшается какой-либо признак: растения → животные → люди и т. д. Часто упоминаются числовые показатели — порядковый номер этапа формирования мира или количество элементов мироздания, которые возникли в рамках данного этапа. Модель сводит оба эти варианта к одному: «один объект на первом этапе порождает два объекта» — «два объекта на втором этапе порождают три объекта» — «три объекта на третьем этапе порождают четыре объекта» и т. д. Эта схема отражена в неразличении размежевания количественной и порядковой функции чисел, что свойственно для ряда архаичных культур, включая, например, китайскую. Основой данной структуры является мифопоэтическая логика схем порождения, присутствующих во многих мифах творения, например, в гелиопольской версии и в шумерской. В последней Намму, богиня-матерь всего сущего, породила гору, ставшую обиталищем Ана (неба) и Ки (земли). Эти персонажи породили Энлиля, который стал хозяином земли и основал Ниппур. Наиболее полный вид данная схема имеет в книге Бытия: «И сказал Бог: да будет свет… и отделил Бог свет от тьмы. И назвал Бог свет днём, а тьму ночью…: день один. — И сказал Бог: да будет твердь посреди воды… И создал Бог твердь; и отделил воду… И назвал Бог твердь небом…: день вторый…» и далее до седьмого дня. Исходное состояние мира описывается так: «земля же была безвидна и пуста, и тьма над бездною». Подобная структура, но без числового порядка, заметна в гераклеопольской версии мифа творении, согласно которой объекты появились в следующем порядке: небо и земля; воздух; растения, животные, птицы и рыбы; свет; молельня; князья и т. д. В некоторых случаях помимо числовых показателей порядок творения демонстрируется с помощью чередования вопросов и ответов, отражающих основной, годовой ритуал. Так, «Старшая Эдда» даёт вопросы и ответы: «Дай первый ответ…, как создали землю, как небо возникло…? — Имира плоть стала землёй…, небом стал череп… — Второй дай ответ…, луна как возникла…, как создано солнце…?» и т. д. Аналогичную структуру демонстрируют среднеиранские тексты («Риваят», «Бундахишн»): первое установление неба, второе — земли, третье — приведение в движение солнца, четвёртое — луны и т. д. Близкие примеры дают ведийские брахмодья, словесная части ритуала, имеющая вид серии загадок и отгадок на космогонические темы. Подобными схемами определяются мифы также в тех традициях, которые не прошли стадии литературной обработки. Например, широко распространённым у народов Евразии и Северной Америки является сюжет, согласно которому мир творит гагара и который построен по принципу: в мере нырнула одна птица и осталась там один день; за ней последовали две птицы остаются там два дня и т. д. В итоге в море нырнули семь птиц, остались там семь дней, в результате чего появился мир. Общая сюжетная схема космогонических мифов включает движение в направлении от внешнего, далёкого к внутреннему, близкому: из прошлого в настоящее, от божественного к человеческому, от космического, природного к культурному, социальному, от стихий к вещам и связанным институциям.
Типология космогонических мифов может строится на данной схеме и ряде других параметров. Существенным является ответом на вопрос «как произошло появление мира?». Начальным «значением» этого параметра является формула «так и было», лишённая объяснения. Происхождение мира или отдельных частей последнего может даваться по различным схемам. Одна из схем описывает создание мира путём изготовления демиургом или богом-творцом. Например, в еврейской космогонии каждая стадия творения в рамках шестоднева представляет собой акты Божией воли. Такие религии, как маздеизм, манихейство, богомильство повествуют о добром и мудром творце, которых делает всё, что полезно человеку, и злом сопернике, создавшем всё вредное и плохое.
Большое распространение имеет мотив, в котором творец биологически порождает объекты мироздания, богов и людей. Процесс формирования мира может быть представлен в виде цепи рождений богов, которыми моделируются природными объектами. Часто описывается смена божественных поколений борьба между этими поколениями, такие повествования содержит, например, аккадская, западносемитская, хетто-хурритская, греческая традиции. Нередко порождение осуществляется необычным образом. Так, описывается возникновение новых божеств из частей тела творца. Сам творец может исчезать, превращаться или гибнуть, то есть приносить себя в жертву; он может быть убит другими богами: в древнеиндийской мифологии Пуруша, отчасти также Ману, в скандинавской — Имир, согласно в «Голубиной книге» — Адам, в китайской мифологии — Пань-гу. Близкие сюжеты встречаются в мифах коренных американцев, и в океанийской мифологии. Другой необычный способ порождения — через изрыгание. В египетской мифологии Атум глотает своё семя и изрыгает Шу и Тефнут. Может описываться, как мир сотворён из слюны и др. Божество может извлекать объекты из себя. Физическое порождение сближается с созданием объектов через их словесное называние, ввиду того, что это понимается по принципу духовной эманации божества, а не в качестве творения из ничего. Птах в египетской мифологии создал вселенную «языком и сердцем». Близким мотивом является возникновение мира по приказу, требованию. Например, согласно мифу маори главные космогонические акты происходят как результат серии приказов. В мифе индейцев хайда такие приказы отдаются вороном. Данные способы творения, описываемые в качестве «порождения», в рамках мифопоэтического сознания рассматриваются в качестве эквивалентных, как например, в мифах о превращении тотемных предков австралийской мифологии и в других повествованиях, описывающих схожее порождение. Разные способы нередко могут сочетаться или переходить друг в друга. В мифологиях индейцев хайда, луисеньо, сенека, помо, виннебаго и др. мир возникает в результате вращения или увеличения земли. Может говорится о космогонии через последовательное наращивание слоёв вселенной, к примеру, в ацтекской космогонии и некоторых океанийских мифологиях, где космос был составлен из девяти слоев, и каждый связывается с отдельной группой мифологизированных существ.
Процессом творения может руководить волевой акт творца, совершённый по его собственной инициативе или в качестве ответа на некую просьбу, мольбу. Нередко, в особенности в архаических традициях, творческий акт является совершается в качестве ошибки или оплошности. Так, в австралийской мифологии двое человек забыли поднять с земли копья; из них выросли чудесные деревья. Мифы индейцев апапокува-гуарани рассказывают о старшем брате — солнце, который создал мир, в качестве исправления ошибок своего младшего брата — месяца. «Материальный состав» создаваемых объектов обычно представлен частями тела, словом любого творца, как при порождении (появление мира из тела убитого гиганта, как, в аккадской мифологии из тела Тиамат); либо элементами, смешанными в хаосе. К последнем случаю относятся, в частности, аккадские мифы об Апсу и Тиамат. К этому же виду принадлежит универсальный мотив формирования мира из вод первозданного океана, который нередко тождественен хаосу; возникновение мира таких материй, как пена, ил, грязь. Например, в мифах индейцев миштеков фигурируют пена и ил, которые плавают в первозданном океане, в гавайском мифе — грязь; мотив мифа о гагаре и др. Близок имеющий большое распространение мотив создания человека из таких материалов, как земля, глина, прах. Встречается мотив, в которой космос образован из матери-земли. В греческих мифах мир возник в результате поднятия спящей земли из хаоса и рождения из неё неба; индийская «Вишну-пурана» рассказывает о спасении земли.
Формирование космоса нередко описано как его развитие из мирового яйца или подобных объектов, например из двустворчатой раковины, из скорлупы. В ряде мифов мир создаётся творцом, прибегающим к помощи различных сил, которые также понимаются как части мира. Это могут быть божества четырёх сторон света, например, мир творится при помощи четырёх братьев в традиции индейцев виннебаго; четырёх богов, которых создал первозданный океан Лова в традициях племён Маршалловых островов. Мир может быть создан с помощью духов или гигантского змея, который поддерживает землю, например, скандинавского Ёрмунганда, который опоясывает мир; Айдо-Хведо — змеи-радуги в дагомейских мифах.
Другими типологическими параметрами космогонических мифов являются крайние точки эпохи творения, начало и конец. Цепь творения начинается творцом, заканчивается тварью;, последним её звеном является человек. Далее начинается иная серия мифов, связанная с деяниями человека и культурного героя, продолжаемая вплоть до границы мифического времени. В рамках трёх основных параметров космогонический миф соответствует схеме «Некто сотворил неким образом нечто (некоего)».
Филологам и антропологам, изучающим общества охотников-собирателей, известен миф о ныряльщике — миф о происхождении земли и живых существ, сформировавшийся приблизительно 15 тыс. лет назад и распространённый среди всех народов северной Евразии и Северной Америки того времени. Согласно этому мифу, первоначально была только вода, в которой жили животные (виды которых различаются у разных народов: утки, лебеди, гагары, ондатры, бобры, раки и другие — все эти животные являются ныряльщиками), среди них был удачливый ныряльщик, который однажды вынырнул с почвой, и из этой почвы появилась суша, а на суше стали жить живые существа.

## Сотворение человека
Антропогонические мифы в числе прочих включают мифы о сотворении человека (первочеловека), первой человеческой пары или племенных первопредков, поскольку племя в мифах часто отождествляется с «настоящими людьми», с человечеством. Возникновение (сотворение) человека происходит в мифическое время, особый начальный сакральный период, предшествующий эмпирическому (историческому) «профанному» времени.
Творцами людей могут выступать боги, демиурги и культурные герои, которые используют для этой цели самые разнообразные материалы: костяк животных (некоторые мифы североамериканских индейцев алгонкинской языковой группы рассказывают о демиурге Манабуше, создающим человека из скелета зверей, рыб, птиц), орехи (меланезийский миф повествует о создании людей из кокосовых орехов, миф перуанских индейцев — из орехов пальмового дерева и др.), дерево (западносибирские кетские, ряд североамериканских индейских, а также океанийские мифы).
В антропогоническом мифе кетов человек, сделанный из палки оживляется, в результате того, что его качают в люльке — проводят обряд возрождения к жизни. Распространённым мотивом является незавершённость первых людей и «доделывании» их богами. В скандинавской мифологии Один и другие асы оживили древесные прообразы людей (Аск и Эмбля), «доделав» их. Частым мотивом является создание людей из глины или земли. В мифе ирокезов Иоскеха слепил первых людей из глины согласно его отражению в воде. Известен мотив создания «неудачных» людей. В мифе индейцев кауилла демиург Мукат вынул из своего сердца чёрную землю и создал тела людей из чёрной грязи, а Темайауит, который вынул из своего сердца белую землю, неудачно создаёт из белой грязи людей с животами спереди и сзади, с глазами на обеих сторонах головы. Мукат стал доказать тому неудачность его творений, тогда Темайауит рассердился и ушёл вместе со своими людьми в подземный мир, попытавшись при этом утащить с собой всю землю. Согласно одному из вариантов шумерского антропогонического мифа, Энки и Нинмах вначале вылепили из глины подземного мирового океана людей, которые получились «удачными», а затем, захмелели и создали уродов. В аккадском варианте антропогонического мифа Мардук совместно с Эйя сделал людей из глины, которая была смешана с кровью убитого им чудовища Кингу. В египетском мифе бог-творец Хнум слепил людей на гончарном круге. В греческой мифологии Прометей сделал их из глины. В алтайской мифологии Ульгем создал первых семь человек из глины и камыша. Верховное божество догонской мифологии Амма создал первую человеческую пару из сырой глины. Этот мотив присутствует также в Полинезии. По Библии, Бог сотворил первого человека Адама «из праха земного» и «дыхания жизни». Мифы о создании человека из земли в семитской и в индоевропейской мифологиях отражён в эпитете человека — «земной» (например, связанными являются латинские слова homo — человек и humus — земля). Реже в качестве «материала» для создания людей выступают нерасчленённые существа, например, в мифах австралийских аранда и в западносуданских мифах, согласно которым люди происходят от двуполых существ.
Нередко встречается мотив, имеющий параллель в детской психологии, создания вначале мужчин, а затем женщин. Иногда говорится о возникновении женщин в результате того, что в мужчину был брошен кусок мяса, например, в мифе масаев или аборигенов одного из островов в Океании. Женщина часто создаётся из другого, нежели мужчина, материала, как у многих южноамериканских индейцев. Однако библейский сюжет о том, что Бог сотворил Еву из ребра Адама, предположительно, является результатом «литературного каламбура». В ряде традиций, таких как индейские, африканские, океанийские, миф повествует о создании человека в несколько этапов, когда вначале возникли антропоморфные первопредки, которые уже затем породили людей. В представлениях индейцев сиу демиург Суссостинако использовал для двух первых женщин два узла паутины изначального мирового паука. Эти женщины породили других людей. Пара существ-первопредков часто описывается как состоящая из земли-матери или богини земли (в мифологии нганасанов на полуострове Таймыр и др.) и её божественного супруга и одновременно — из первых людей, которых родили эти боги.
В создании людей могут применяться силы, такие как слово, например в мифологии догонов. Называние имён считается равносильным творению. Однако в общим в архаических мифах создание предметов, включая людей, через слово является редким и нехарактерным, но присутствует в более развитых мифологиях. Так, одно из древнеегипетских сказаний рассказывает, что мир, в том числе люди, возник по мысли Птаха, которую он выразил словом. Этот мотив присутствует в одном из библейских мифов.
Миф о сотворении человека божеством сформировался значительно позже начала миграции людей из Африки 50 тыс. лет назад, скорее всего в эпоху бронзы. В представлениях земледельцев и скотоводов присутствует очень большое существо, которое, целенаправленно или случайно создало людей. Так, в древнекитайском мифе Солнце, Луна, звёзды, ветер, почва, горы, реки, дороги, дождь и прочее появились после смерти Паньгу из частей его тела, а люди возникли из вшей, живших на его теле.